# Dret administratiu

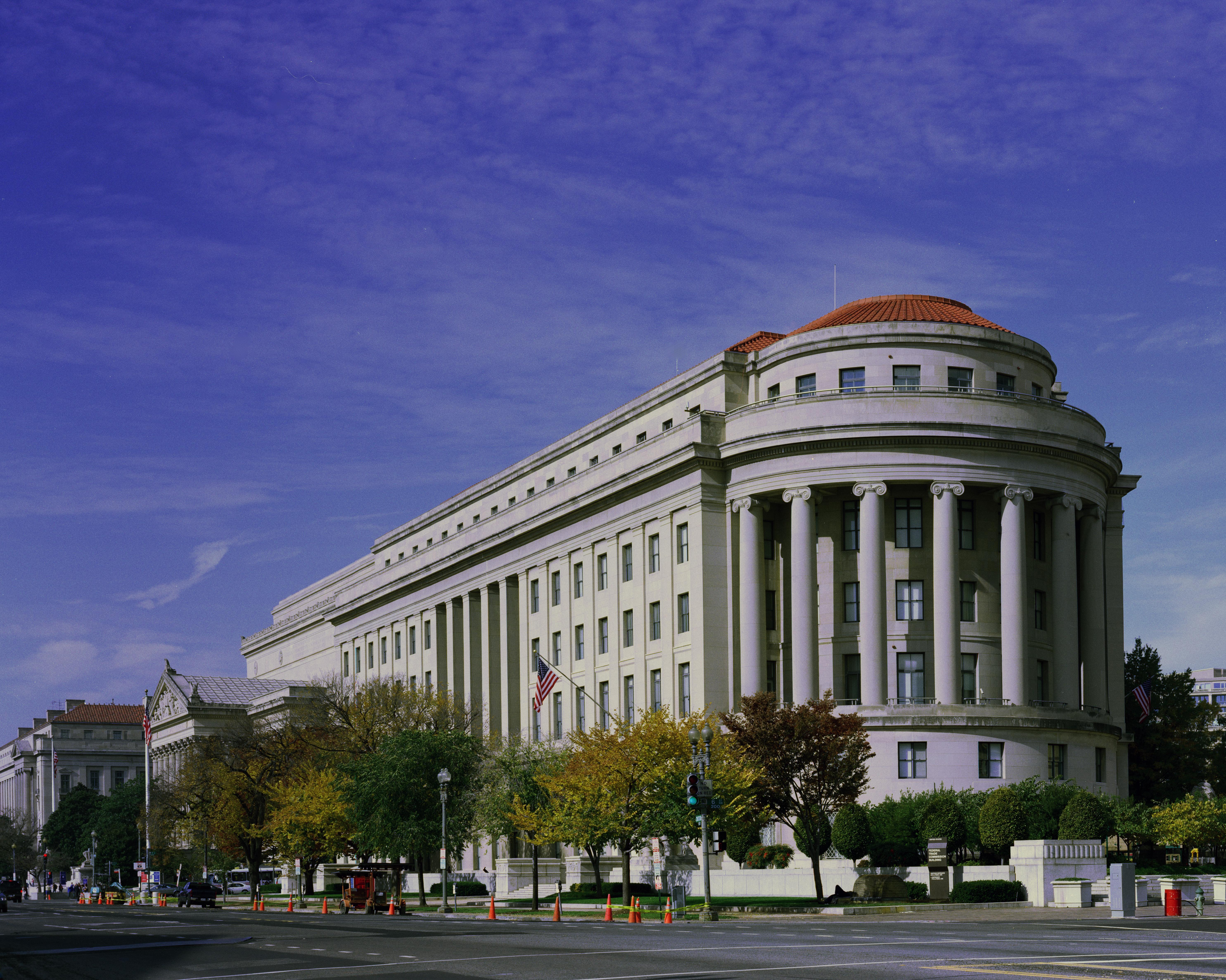
Agència administrativa comercial a Washington

El Dret administratiu és el conjunt de normes jurídiques que regulen l'organització, funcionament i atribucions de l'Administració pública en les seves relacions amb els particulars i amb altres administracions públiques. Es considera una branca del Dret públic.
Tanmateix el concepte anterior de Dret Administratiu no recull els fets que:
- ni tota l'activitat de l'Administració pública està regulada pel dret administratiu (ja que hi pot intervenir el dret privat),
- ni només les Administracions públiques estan regulades pel Dret administratiu.

El dret administratiu està regulat de forma diferent segons cada estat del món; per exemple hi ha diferències entre els estats que apliquen el Dret romà i el que apliquen el dret anglosaxó.
A França, la majoria de les queixes contra els governs locals o nacional es veuen als tribunals administratius que fan servir el "Conseil d'État" com a darrera instància.
A l'Estat espanyol el dret administratiu està influït pel dret administratiu francès en especial per l'aspecte de determinar qui hauria de jutjar l'administració (els jutges o el Consell d'Estat). El Dret administratiu espanyol es considera de caràcter "privilegiat" (en canvi el Dret civil atorga els mateixos drets a tothom), ja que atorga a l'administració esferes més grans i excepcionals amb desigualtat entre el ciutadà i l'administració i sempre a favor de l'administració. Tanmateix no pot ser arbitrari.

## Àmbit d'aplicació
El Dret administratiu estableix els òrgans i institucions a través dels quals actua l'Administració Pública, des dels serveis centrals, els òrgans desconcentrats, descentralitzats i organismes autónoms dependents d'altres institucions i, si s'escau, els Consells de Ministres, els Ministeris, Secretaries Generals, Direccions generals, Subsecretaries, òrgans representatius de les entitats que componen l'administració local, d'empreses públiques, entre d'altres.
La majoria d'aquests òrgans tenen com a característica comuna, la competència per actuar amb prerrogatives o poders superiors als que tenen els particulars (imperium). Pel que fa a les normes de funcionament, cal dir que el Dret Administratiu només regula aquelles actucions de l'Administració Pública en les quals els òrgans administratius actuen investits de potestats públiques, és a dir, estan investits d'imperium.
Es fa la distinció entre Administració territorial i Administració institucional, (aquesta segona no exerceix potestat administrativa).